# Valeriu Lazarov
Valeriu Lazarov (Bârlad, Romania, 20 de desembre de 1935 - Tres Cantos, Espanya, 11 d'agost de 2009) va ser un realitzador, director i productor de televisió d'origen romanès i nacionalitzat espanyol, establert entre Espanya i Itàlia.
El 15 de gener de 1970 es va casar amb la cantant cubana Elsa Baeza a Miami, amb la qual va tenir un fill, Valerio, però es va divorciar el 1973. Cinc anys més tard, l'11 de febrer de 1978, va tornar a contreure matrimoni, en aquesta ocasió amb l'actriu nord-americana Didi Sherman, amb qui va tenir dos fills, Sergio i Roberto.

## Etapa romanesa
Després de finalitzar els seus estudis secundaris el 1953, es va instal·lar a Bucarest per estudiar cinema. El 18 de juny de 1957 va obtenir el seu diploma de l'Institut Teatral i Cinematogràfic de Bucarest. Aquell mateix any es va incorporar a la nounada televisió romanesa, en la qual va romandre durant onze anys, guanyant la posició com un dels professionals més sòlids del mitjà al seu país.
En aquella etapa va adquirir prestigi, tant en el seu país com més enllà de les seves fronteres. Se li va encarregar, per exemple, la cobertura de la visita a Bucarest del general Charles de Gaulle. A partir de 1966 va començar a rebre premis i va obtenir permís de les autoritats per sortir temporalment del país.

## Primera etapa espanyola: TVE
El 1968 el llavors Director Coordinador de Televisió Espanyola Juan José Rosón, entossudit a donar una imatge aperturista del règim, decideix aconseguir els serveis professionals d'un jove Lazarov etiquetat ja d'avantguardista i innovador, i el que va coincidir en el Festival de Televisió de Montecarlo. Salvades les dificultats burocràtiques per a la sortida del seu país natal, Valeriu Lazarov aterra a Espanya l'agost de 1968 (Rosón li va encarregar a la cantant Salomé que iniciés els contactes, i ella, en anècdota, va parlar a Lazarov en català per esquivar la vigilància dels homes de Ceaucescu).
El seu primer encàrrec i el seu primer èxit va ser un programa anomenat El irreal Madrid, espai musical amb una estètica trencadora que anuncia ja el futur estil que Lazarov imprimirà a tots els seus programes, i que va obtenir la Nimfa d'Or en el Festival de Televisió de Montecarlo.
Valeriu Lazarov es va instal·lar a Espanya i es va consolidar com un dels realitzadors més importants de la televisió d'aquest país. Va introduir una manera de fer televisió desconegut a TVE, destacant l'ús de l'objectiu zoom i l'escombrada ràpid de panoràmica per a la posada en imatges.
En anys successius colliria èxits amb programes com La última moda (1969), que va obtenir la Rosa de Bronze en el Festival de Montreux; Especial pop (1969-1970), presentat per Miguel de los Santos i la que llavors era l'esposa de Lazarov, la cantant Elsa Baeza; Pasaporte a Dublín (1970); ¡Señoras y señores! (1973-1976), en el qual van debutar davant de la cambra, entre d'altres María José Cantudo, Norma Duval o Ángela Carrasco.
També es va convertir en el director habitual de programes especials i gal·les musicals: va dirigir els Especials de Nit de cap d'any des de 1970 fins a 1978; A la española (1971); 360 grados en torno a... (1972); Aquí radio sardina (1978) o La sonrisa de un niño (1978), amb Torrebruno i María Luisa Seco amb el qual va obtenir el Premi Danubi, en la categoria II del V Festival Internacional de Programes de Televisió per a Nens i Joves de Bratislava.
El 1978 se li va encarregar la realització d'un programa d'humor i inventa Sumarísimo, amb Alfonso del Real i Manolo Codeso Ruiz, que va resultar ser un fracàs.

## Etapa italiana

### RAI
Després d'aquesta experiència, el juny de 1979, Lazarov es va traslladar a Itàlia, on va ser contractat per la RAI per a la realització d'una sèrie de programes, amb el títol de Tilt, presentats per Stefania Rotolo i Gianfranco D'Angelo.

### Canale 5
El 1980, Silvio Berlusconi, al capdavant de Canale 5, va aconseguir els seus serveis i el va contractar per col·laborar amb ell en el seu projecte televisiu, en qualitat de director de producció de Canale 5 i president del Consell d'Administració, així com Director de la productora Videotime. Va compaginar aquestes responsabilitats amb la direcció del programa estrella de la cadena, el concurs musical Premiatissima, presentat per Amanda Lear.

## Segona etapa espanyola

### Telecinco
El 1989 va tornar a Espanya enviat per Berlusconi per posar en marxa la nova cadena de televisió privada Telecinco, participada majoritàriament per Fininvest, la societat d'Il Cavaliere.
Va ser nomenat primer Director General de Telecinco, i es va convertir en l'artífex i principal valedor d'una forma de fer televisió colorista i despreocupada, inspirada en l'estil del Canale 5 italià i que contrasta amb els cànons imperants en la pública TVE i en el seu rival privada Antena 3. Aquest estil, la màxima expressió de la qual va ser el ballet de les Mammachicho és fortament contestat per amplis sectors de la crítica televisiva, que titllen Telecinco de xarona i la sobrenomenen "Teleteta". 
Tanmateix, la cadena obté el favor del públic i, a poc a poc, va guanyant terreny als índexs d'audiència a TVE, sobrepassant de llarg a Antena 3. Programes com al VIP Noche, amb Emilio Aragón Álvarez i Belén Rueda, Tutti Frutti, que suposa el debut professional de Penélope Cruz o Vivan los novios amb Andoni Ferreño i la futura estrella de la televisió italiana Natalia Estrada, porten imprès el segell de Lazarov i obtenen el suport dels espectadors.
Tanmateix, i en vista de l'alentiment del creixement dels índexs d'audiència al llarg de 1994, i la crisi econòmica per la qual travessa Telecinco, el desembre d'aquell any va ser substituït i reemplaçat per Maurizio Carlotti en la direcció de la cadena.

### Prime Time
L'octubre de 1996 va ser contractat per TVE com a assessor de programació, i es va encarregar de Brindemos por los 40, la gala aniversari de la cadena.
Pocs mesos abans havia fundat la productora Prime Time Communications, que, a partir de 1996 es va embarcar en un projecte que acabaria sent un dels majors èxits televisius de la dècada: la sèrie Hostal Royal Manzanares, emesa per TVE, amb Lina Morgan, i en la qual va arribar a actuar el seu propi fill Andrea Lazarov. Altres èxits de la seva productora foren les sèries En plena forma (1997), amb Alfredo Landa, Tío Willy (1998), amb Andrés Pajares, La Noche de los errores (2000), amb Josema Yuste, Geniales (2001) o el concurs infantil Pequeños grandes genios (2001).
Alhora, durant aquests anys, va continuar mantenint relació amb el seu país natal, incorporant formats televisius espanyols o italians, com a Sorpresa ¡Sorpresa! o Lluvia de estrellas en la pública TVR o Lo que necesitas es amor i Geniales a la privada Antena 3.